# F1 Manager 2023
F1 Manager 2023 ist ein offizielles Rennmanagement-Simulationsspiel zur Formel-1-, Formel-2- und Formel-3-Meisterschaft 2023, das von Frontier Developments entwickelt und veröffentlicht wurde. Das Spiel erschien am 31. Juli 2023 für Microsoft Windows, PlayStation 4, PlayStation 5, Xbox One und Xbox Series X/S.

## Gameplay
F1 Manager 2023 bietet einen neuen Rennwiederholungsmodus, der es den Spielern ermöglicht, bestimmte Momente der Saison nachzustellen. Das Spiel enthält außerdem alle 23 Strecken der Saison, einschließlich des Losail International Circuit für den Großen Preis von Katar und der Las Vegas Strip Circuit, dem Neuzugang im Kalender des Großen Preis von Las Vegas. Sechs Sprintrennen sind ebenfalls enthalten. Die F1-Kommentatoren von Sky Sports, David Croft und Karun Chandhok, sind zurückgekehrt, um die Schlüsselmomente im Spiel zu kommentieren.

## Entwicklung und Veröffentlichung
F1 Manager 2023 ist der zweite Titel der F1-Manager-Serie, der erneut von Frontier Developments entwickelt und veröffentlicht wurde. Es wurde mit der Unreal Engine 5 entwickelt. Wie beim vorherigen Spiel wurde die Denuvo Anti-Tamper-Technologie implementiert. Das Spiel wurde am 31. Juli für die Plattformen PlayStation 4, PlayStation 5, Microsoft Windows, Xbox One und Xbox Series X/S veröffentlicht.

## Rezeption
F1 Manager 2023 erhielt überwiegend positive Bewertungen. Die Rezensionsdatenbank Metacritic aggregiert 20 Rezensionen der PC-Version zu einem Mittelwert von 79/100, 11 Rezensionen der PS5-Version zu einem Mittelwert von 76/100 Punkten und 11 Rezensionen der Xbox-Series-X/S-Version zu einem Mittelwert von 81/100 Punkten.